# Dhangu
Dhangu är ett australiskt språk som talades av 350 personer år 1983. Dhangu talas i Nordterritoriet. Dhangu tillhör de pama-nyunganska språken.